# Akluj
Akluj es una ciudad censal situada en el distrito de Solapur en el estado de Maharashtra (India). Su población es de 39972 habitantes (2011). Se encuentra a orillas del río Nira, a 109 km de Solapur.

## Demografía
Según el censo de 2011 la población de Akluj era de 39972 habitantes, de los cuales 20318 eran hombres y 19654 eran mujeres. Akluj tiene una tasa media de alfabetización del 83,55%, inferior a la media estatal del 82,34%: la alfabetización masculina es del 89,19%, y la alfabetización femenina del 77,17%.